# Стропков (окръг)
Окръг Стропков (на словашки: okres Stropkov) е окръг в Прешовския край на Словакия. Център на окръга и негов най-голям град е едноименният Стропков. Площта му е 388,98 км², а населението е 19 878 души (по преброяване от 2021 г.).

## Статистически данни
Национален състав:
- словаци – 86,1%
- русини – 4,9%
- цигани – 2,0%
- украинци – 0,4%

Конфесионален състав:
- католици – 42,9%
- гръкокатолици – 38,1%
- православни – 6,0%
- лютерани – 0,3%